# Mariano Alberich
Mariano Alberich, conegut també com a Marià Alberich (Barcelona, Barcelonès, 20 d'abril de 1686 - 21 de juny de 1764), va ser un jesuïta català.
Va ingressar a la Companyia de Jesús, a la província d'Aragó, el 15 de desembre de l'any 1703, fent la seva professió el 25 de març de 1722. Desenvolupà una intensa tasca docent en diferents centres educatius de l'orde: ensenyà Gramàtica al col·legi de Manresa; Retòrica al de Barcelona; i Filosofia al d'Urgell i també al Seminari de Barcelona. En aquest últim va ser cridat a ocupar la càtedra de Teologia. És l'autor del manuscrit Tractatus Scholasticus de Deo sciente.
A més a més de les seves funcions docents, va ocupar entre d'altres els rectorats dels Col·legis de Girona i Barcelona.